# الطريق السريع 6 (إسرائيل)
طريق 6 (بالعبرية: כביש 6) المعروف أيضًا بطريق عابر إسرائيل (بالعبرية: כביש חוצה ישראל) أو طريق اسحق رابين (بالعبرية: דרך יצחק רבין). هو الطريق السريع الأطول في إسرائيل، حيث يمتد من جنوبها إلى شمالها من تقاطع الطرق شوكيت الذي يتقاطع مع طريق 60 في الجنوب وحتى تقاطع الطرق سوميخ الذي يتقاطع مع طريق 70 قرب كريات اتا (حيفا) في الشمال. يصل طوله إلى 204 كيلومتر.
في المستقبل البعيد سيبدأ الطريق من متولة وينتهي ب أيلات وبهذا يكون مساوا لطول طريق 90 (طريق 90 هو أطول طريق في إسرائيل). أو أطول منه بقليل.
الطريق السريع (4) والطريق السريع (2) ، والطريق الجديد(6) والذي تم انشاؤهم في عام 2002 ، تم انشاؤهم على أنقاض 62 قرية، تم مسحها وتدميرها من أصل 64 قرية تنتشر في تلك المنطقة وتتبع لقضاء عدة مدن كحيفا، و القريتين المتبقيتين هما قرية الفرّيديس وقرية جسر الزرقاء ، ومن القرى المدمرة عين غزال وإجزم وغيرها.
الطريق السريع (6) «طريقٌ فوق الأنقاض» له مشاريع أخرى يتبناها الكيان الصهيوني، لتطوير الطريق والتي بدورها، ستأكل مساحات واسعة من الأراضي التي تتبع لقرى عربية متبقية، وليتم من خلاله الوصول إلى باقي فلسطين المحتلة .

## تاريخ الطريق
تمت الموافقة على مخططه الذي استهدف بشكل واضح القرى والمدن والأراضي العربية, في منطقة المثلث خاصة، عام 1976, وبعد تأجيلات عديدة باشرت شركة بريطانية والتي تبنت بناء هذا المشروع بحيث يكون ربحياً( فالدخول إلى شارع 6 له تكلفة تُحسب حسب المسافة والوقت يتم دفعها نهاية كل شهر) ببنائه في نهاية سنوات التسعينات.
حتى الآن (يوني 2009) تم تجهيز المقطع الممتد من تقاطع مأحاز إلى تقاطع عين توت في شارع ذو مسارات مزدوجة، وهم يعملون الآن على توسيعه بحيث يكون ذو 3 مسارات، وبحيث يتم فتح القسم الشمالي والجنوبي منه. وفي المستقبل البعيد سيكون أطول طريق وسيمتد من اقصى الشمال من بلدة (متولة) وحتى اقصى الجنوب إلى مدينة (ايلات) في إسرائيل.